# João Amoêdo
Pour les articles homonymes, voir Amoedo.
João Dionisio Filgueira Barreto Amoêdo, né le 22 octobre 1962 à Rio de Janeiro, est un ingénieur, banquier, homme d'affaires et homme politique brésilien.
Il a été président de la BankBoston. Sa fortune s'élève à 425 millions de réais selon sa déclaration de patrimoine.

## Biographie
Cofondateur du Partido Novo en février 2011, il en est le président jusqu'en juillet 2017 et son candidat à l'élection présidentielle de 2018. Il obtient 2,5% des voix et se rallie au candidat d’extrême droite Jair Bolsonaro pour le second tour.
Il est exclu de Novo en 2022 pour ses critiques à l'égard de Jair Bolsonaro.

## Positionnement politique
Classé à droite sur l'échiquier politique, il défend des positions libérales sur les plans économique et social, estimant par exemple que l'État n'a pas à intervenir dans les inégalités salariales entre les hommes et les femmes. En août 2018, il s'exprime en faveur de la reconnaissance du mariage entre personnes de même sexe.